# Thomas Powys, IV Barone Lilford
Thomas Powys, IV Barone Lilford (Londra, 18 marzo 1833 – 17 giugno 1896) è stato un ornitologo britannico.

## Biografia
Lilford era il figlio maggiore di Thomas Powys, 3º barone Lilford, e di Mary Elizabeth Fox, figlia di Henry Vassall-Fox, III Barone Holland. Nacque a Stanhope Street, nel quartiere di Mayfair a Londra, il 18 marzo 1833.
Successe al padre come IV Barone nel 1861. Lilford fu uno degli otto fondatori della British Ornithologists' Union nel 1858 e suo presidente dal 1867 fino alla sua morte. Fu inoltre il primo presidente della Northamptonshire Natural History Society.
Lilford viaggiò molto, specialmente attorno al Mediterraneo e la sua grande collezione di uccelli fu conservata nei sotterranei di Lilford Hall, la residenza signorile giacobina dove visse.  La sua seconda residenza era Bank Hall a Bretherton, nel Lancashire, ereditata dal padre che a sua volta l'aveva ereditata da George Anthony Legh Keck. Fino al 1891, la sua collezione includeva uccelli da ogni parte del mondo, tra i quali i rhea, i kiwi, la ritenuta estinta anatra testarosa e due gipeti liberi di volare. Fu responsabile dell'introduzione della civetta in Inghilterra nell'ultimo ventennio dell'Ottocento.
Scrisse due libri, Notes on the Birds of Northamptonshire and Neighbourhood (1895) e Coloured Figures of the Birds of the British Islands, completato da Osbert Salvin dopo la sua morte.
Una specie di lucertola europea, Podarcis lilfordi, è chiamata così in suo onore.